# Toronto City Soccer Club 1967
Questa pagina raccoglie i dati riguardanti il Toronto City Soccer Club nelle competizioni ufficiali della stagione 1967.

## Stagione
La squadra disputò l'unica edizione del campionato dell'United Soccer Association, lega che poteva fregiarsi del titolo di campionato di Prima Divisione su riconoscimento della FIFA, nel 1967: quell'edizione della Lega fu disputata utilizzando squadre europee e sudamericane in rappresentanza di quelle della USA, che non avevano avuto tempo di riorganizzarsi dopo la scissione che aveva dato vita al campionato concorrente della National Professional Soccer League; la squadra di Toronto fu rappresentata dagli scozzesi dell'Hibernian. Il Toronto City non si qualificò  ai play-off, chiudendo la stagione al terzo posto della Eastern Division.

## Organigramma societario
Area direttiva
Area tecnica
- Allenatore: Bob Shankly

## Rosa
| N. |                      | Ruolo | Calciatore    |
| -- | -------------------- | ----- | ------------- |
| 1  | Scozia (bandiera)    | P     | Thomson Allan |
| 2  | Scozia (bandiera)    | D     | Bobby Duncan  |
| 3  | Scozia (bandiera)    | D     | Joe Davis     |
| 4  | Scozia (bandiera)    | C     | Pat Stanton   |
| 5  | Danimarca (bandiera) | D     | John Madsen   |
| 6  | Scozia (bandiera)    | A     | Alan Cousin   |
| 7  | Scozia (bandiera)    | A     | Pat Quinn     |
| 8  | Scozia (bandiera)    | A     | Peter Cormack |

| N. |                   | Ruolo | Calciatore     |
| -- | ----------------- | ----- | -------------- |
| 9  | Scozia (bandiera) | A     | Jim Scott      |
| 10 | Scozia (bandiera) | A     | Colin Stein    |
| 11 | Scozia (bandiera) | A     | Eric Stevenson |
| 12 | Scozia (bandiera) | A     | Allan McGraw   |
| 14 | Scozia (bandiera) | D     | Billy Simpson  |
| 15 | Scozia (bandiera) | A     | Jimmy O'Rourke |
| 16 | Scozia (bandiera) | A     | Colin Grant    |
|    | Scozia (bandiera) | A     | John Murphy    |

## Risultati
Ogni squadra disputava dodici incontri.
| 28 maggio 1967 | N.Y. Skyliners | 1 – 1 | Toronto City | Yankee Stadium |

| 31 maggio 1967 | Toronto City | 1 – 2 | Washington Whips | Varsity Stadium (12.000 spett.) |

| 4 giugno 1967 | S.F. Gales | 0 – 2 | Toronto City | Kezar Stadium |

| 11 giugno 1967 | Toronto City | 1 – 2 | L.A. Wolves | Varsity Stadium (3.663 spett.) |

| 14 giugno 1967 | Dallas Tornado | 2 – 2 | Toronto City | Cotton Bowl |

| 18 giugno 1967 | Toronto City | 2 – 1 | Chicago Mustangs | Varsity Stadium (15.178 spett.) |

| 21 giugno 1967 | Vancouver Royal Canadians | 2 – 4 | Toronto City | Empire Stadium |

| 25 giugno 1967 | Toronto City | 2 – 2 | Vancouver Royal Canadians | Varsity Stadium (4.385 spett.) |

| 29 giugno 1967 | Houston Stars | 1 – 1 | Toronto City | Astrodome |

| 2 luglio 1967 | Cleveland Stokers | 2 – 0 | Toronto City | Cleveland Stadium |

| 5 luglio 1967 | Toronto City | 6 – 1 | Boston Rovers | Varsity Stadium (3.152 spett.) |

| 9 luglio 1967 | Toronto City | 1 – 1 | Detroit Cougars | Varsity Stadium (3.160 spett.) |

## Statistiche

### Statistiche di squadra
| Competizione | Punti | In casa | In casa | In casa | In casa | In casa | In casa | In trasferta | In trasferta | In trasferta | In trasferta | In trasferta | In trasferta | Totale | Totale | Totale | Totale | Totale | Totale |
| Competizione | Punti | G       | V       | N       | P       | Gf      | Gs      | G            | V            | N            | P            | Gf           | Gs           | G      | V      | N      | P      | Gf     | Gs     |
| ------------ | ----- | ------- | ------- | ------- | ------- | ------- | ------- | ------------ | ------------ | ------------ | ------------ | ------------ | ------------ | ------ | ------ | ------ | ------ | ------ | ------ |
| USA          | 13    | 6       | 2       | 2       | 2       | 13      | 9       | 6            | 2            | 3            | 1            | 10           | 8            | 12     | 4      | 5      | 3      | 23     | 17     |